# Мюнямяки
Мю́нямяки (фин. Mynämäki) — община в провинции Исконная Финляндия, губерния Западная Финляндия, Финляндия. Общая площадь территории — 536,08 км², из которых 16,37 км² — вода.
Лицей Мюнямяки остаётся в тройке лучших лицеев страны (2009—2014).

## Демография
На 31 декабря 2022 года в общине Мюнямяки проживало 7539 человек: 3756 мужчин и 3783 женщины.
Финский язык является родным для 98,43 % жителей, шведский — для 0,65 %. Прочие языки являются родными для 0,92 % жителей общины.
Возрастной состав населения:
- до 14 лет — 17,1 %
- от 15 до 64 лет — 63,14 %
- от 65 лет — 19,75 %

Изменение численности населения по годам:
| Год  | Численность |
| ---- | ----------- |
| 1980 | 7359        |
| 1990 | 7667        |
| 2000 | 7870        |
| 2010 | 8041        |
| 2020 | 7645        |
| 2022 | 7539        |